# Station Biadoliny
Station Biadoliny is een spoorwegstation in de Poolse plaats Biadoliny Szlacheckie.